# Lathys heterophthalma
Lathys heterophthalma là một loài nhện trong họ Dictynidae.
Loài này thuộc chi Lathys. Lathys heterophthalma được Wladislaus Kulczynski miêu tả năm 1891.